# Grusrocken
Grusrocken, tidigare Virsbo Musikfestival, var en musikfestival i Virsbo med ca 600 besökare. Den genomfördes senast 2006.

## Bokade grupper 2006
- Dia Psalma
- Fusion
- Midnight Scraper